# Rue Myrha
Pour les articles homonymes, voir Rue de Constantine.
La rue Myrha est une rue du 18e arrondissement de Paris.

## Situation et accès
Aujourd'hui, elle s'étend de la rue Christiani à la rue Stephenson.
Elle est desservie à quelque distance par la ligne 4 à la station Château Rouge.

## Origine du nom
Elle porte le prénom d'une fille d'Alexandre Biron, maire de l'ancienne commune de Montmartre.

## Historique

### XIXesiècle
En 1841, la portion de l'actuelle rue Myrha située entre la rue Stephenson et la rue des Poissonniers est ouverte en 1841 sur la commune de La Chapelle sous le nom de « rue de Constantine ».
À partir de 1844, une grande partie du parc du Château-Rouge, situé sur la commune de Montmartre, est lotie. Une ordonnance du 31 mars 1847 autorise les différents propriétaires à ouvrir plusieurs voies. Une rue de 12 m de large est tracée entre la rue des Poissonniers et la rue Christiani. Nommée « rue Frédéric » sur le cadastre de 1850, elle prend ensuite[Quand ?] le nom de « rue Myrha ». Ce nom vient a priori de Myrrha, personnage légendaire de l'Antiquité grecque.
Après le rattachement des communes de Montmartre et la Chapelle à Paris par la loi du 16 juin 1859, les rues Myrha et de Constantine sont officiellement classées le 23 mai 1863 dans la voirie parisienne. Mais une rue de Constantine existant déjà sur l'île de la Cité (aujourd'hui rue de Lutèce), la rue de Constantine est réunie à la rue Myrha le 2 avril 1868.
Le 22 mai 1871, lors de la Semaine sanglante, une barricade est dressée dans la rue Myrha pour défendre Paris contre les troupes versaillaises. Jarosław Dombrowski y meurt le lendemain en fin d'après-midi.

### Depuis leXXesiècle
Depuis les années 1950, la rue est un centre de l'immigration maghrébine à Paris. 
En 1995, l'imam algérien Abdelbaki Sahraoui fut assassiné dans la rue Myrha. Dans les années 2000, plusieurs centaines de musulmans prient dans cette rue chaque vendredi. Celle-ci est alors fermée par des barrières, empêchant la circulation des voitures. Selon Daniel Vaillant, la situation est due à l'absence temporaire de lieux de culte suffisamment grands pour accueillir tous les fidèles. Le maire du 18e arrondissement déclare qu'il tolérera cette situation jusqu'à ce que de nouveaux locaux soient construits. Des associations ou des mouvements politiques d'extrême droite, tels que le Front national, Riposte laïque et le Bloc identitaire, contestent cette version et affirment qu'accepter ces prières revient à bafouer le principe de laïcité et à permettre l'islamisation du quartier,,.
Le quartier faisait encore récemment régulièrement la une de l'actualité en raison de la saturation des deux mosquées qui attiraient de nombreux fidèles du quartier et de la banlieue parisienne. Cette affluence de plus en plus grande avait été renforcée par l'arrivée des fidèles de l'ancienne mosquée de la rue de Tanger dans le 19e arrondissement, fermée depuis plusieurs années. Devant cette saturation des salles de prière, les fidèles avaient fait le choix de prier dans la rue. Claude Guéant, alors ministre de l'Intérieur, ordonna que cesse cette situation. Une conciliation fut trouvée avec l'ouverture d'une nouvelle mosquée près de la porte de Clignancourt afin de « dé-saturer » celles du quartier de la Goutte-d'Or et de mettre fin aux prières dans la rue. Un projet de la mairie de Paris en cours de réalisation doit permettre l'agrandissement des deux mosquées via l'Institut des cultures d'islam) sur deux sites, rue Stephenson (ouvert en 2013) et rue Polonceau.
Le 2 septembre 2015, un important incendie se produit au no 4 de la rue, provoquant la mort de huit personnes dont deux enfants. L'incendie a été volontairement déclenché par le locataire d’un studio au 2e étage, alors âgé de 19 ans, qui sera condamné en 2020 à vingt ans de réclusion criminelle.

## Bâtiments remarquables et lieux de mémoire
- Roland Dubuc (1924-1998), artiste peintre et sculpteur, vécut rue Myrha.
- No 5 : bâtiment d'époque Louis-Philippe (1830-1848) que la Commission du Vieux Paris a signalé comme étant « parmi les plus anciens et les plus remarquables » du quartier de la Goutte-d'Or[10].
- No 84 : on y trouvait, en 1842, les ateliers du facteur de saxophones Adolphe Sax[11].
- No 63 : le comité France-Pologne[12] a commémoré en mai 2011 devant l'immeuble la mort du général Jarosław Dombrowski, héros de la Commune de Paris, tué au pied d'une barricade dans cette rue durant les combats de rue de la Semaine sanglante.